# Sven Bopp
Sven Bopp (* 21. Januar 1982 in Mannheim) ist ein deutscher Fußballspieler.
Der Mittelfeldspieler spielte ein Jahr lang in der 1. Mannschaft des SV Waldhof Mannheim. In der Saison 2002/2003 bestritt er sechs Zweitligaspiele für Waldhof. Im Juli 2003 wechselte er zu Hansa Rostocks zweiter Mannschaft, dort spielte er zwei Jahre lang. Danach ging er zum SV Sandhausen. Nach wiederum nur einem Jahr wechselte er zu Wormatia Worms, wo er ab Juli 2006 unter Vertrag stand.
Im Jahr 2010 wechselte Sven Bopp zum SV Unter-Flockenbach. Seit 2017 spielt er für den FV Leutershausen in der Kreisklasse Mannheim und ist dort gleichzeitig Assistenztrainer.

## Erfolge
- 2005 Mecklenburg-Vorpommern-Pokalsieger
- 2006 Badenpokalsieger
- 2007 Südwestpokalsieger
- 2008 Qualifikation für die Regionalliga
- 2009 Südwestpokalsieger

## Statistik
- 6 Zweitligaspiele